# کریمگانج
کریمگانج (به لاتین: Karimganj) یک منطقهٔ مسکونی در بنگلادش است که در ناحیه کیشورگنج واقع شده‌است. کریمگانج ۲۰۰٫۵۲ کیلومتر مربع مساحت و ۲۳۷٬۱۵۵ نفر جمعیت دارد.